# Puchar Ministra Obrony Narodowej 2024
Puchar Ministra Obrony Narodowej 2024 – 63. edycja wyścigu kolarskiego o Puchar Ministra Obrony Narodowej, który odbył się 28 lipca 2024 na liczącej 146 kilometrów trasie wokół wsi Ossów. Impreza kategorii 1.2 była częścią UCI Europe Tour 2024.

## Drużyny
| Continental teams (15)- Voster ATS Team - Airtox-Carl Ras - ATT Investments - Diftar Continental Cycling Team - 2024 Energus Cycling - Epronex-Hungary Cycling Team - Maloja Pushbikers - Santic-Wibatech - P&S Metalltechnik Benotti - Motala AIF Serneke Allebike - Tufo-Pardus Prostějov - Team Novo Nordisk Development - Mazowsze Serce Polski - Lubelskie Perła Polski - Team Storck-Metropol Cycling Reprezentacja- Łotwa translation for headoftableIII_translate index 44 not found (2)- Aalborg-Sparekassen Danmark - Team Give Steel-2M Cycling Elite Amatorskie zespoły kolarskie (3)- Bike Market Team - Sensa-Kanjers voor Kanjers - Regional East Team Regionalne i klubowe drużyny (8)- ARBÖ Radteam Feld Am See - Berthold RadTeam - Svealand Cycling Team - TC Chrobry Scott Głogów - LV Brandenburg - TTS.coach / Spica Solutions - Cartusia Bike Atelier - LUKS Trójka Piaseczno |
| |

## Klasyfikacja generalna
| \| Klasyfikacja generalna \| Klasyfikacja generalna \| Klasyfikacja generalna \| Klasyfikacja generalna \| Klasyfikacja generalna \| \| Kolarz \| Kolarz \| Państwo \| Drużyna \| Czas \| \| ---------------------- \| ----------------------- \| ---------------------- \| ------------------------------- \| ---------------------- \| \| 1. \| Konrad Czabok \| Polska \| Mazowsze Serce Polski \| 2h 55' 44" \| \| 2. \| Alexander Arnt Hansen \| Dania \| Airtox-Carl Ras \| + 0" \| \| 3. \| Rick Ottema \| Holandia \| Diftar Continental Cycling Team \| + 0" \| \| 4. \| Tobias Nolde \| Niemcy \| P&S Metalltechnik Benotti \| + 0" \| \| 5. \| Jacob Gye Madsen \| Królestwo Danii \| Aalborg-Sparekassen Danmark \| + 0" \| \| 6. \| Adam Kuś \| Polska \| Lubelskie Perła Polski \| + 0" \| \| 7. \| Balázs Rózsa \| Węgry \| Epronex-Hungary Cycling Team \| + 3" \| \| 8. \| Stian Rosenlund Richter \| Dania \| Airtox-Carl Ras \| + 2' 36" \| \| 9. \| Bartosz Rudyk \| Polska \| ATT Investments \| + 2' 36" \| \| 10. \| Norbert Banaszek \| Polska \| Mazowsze Serce Polski \| + 2' 36" \| |                         |                 |                                 |            |
| |                         |                 |                                 |            |
| Źródło: ProCyclingStats |                         |                 |                                 |            |
| Klasyfikacja generalna |                         |                 |                                 |            |
| Kolarz | Kolarz                  | Państwo         | Drużyna                         | Czas       |
| 1. | Konrad Czabok           | Polska          | Mazowsze Serce Polski           | 2h 55' 44" |
| 2. | Alexander Arnt Hansen   | Dania           | Airtox-Carl Ras                 | + 0"       |
| 3. | Rick Ottema             | Holandia        | Diftar Continental Cycling Team | + 0"       |
| 4. | Tobias Nolde            | Niemcy          | P&S Metalltechnik Benotti       | + 0"       |
| 5. | Jacob Gye Madsen        | Królestwo Danii | Aalborg-Sparekassen Danmark     | + 0"       |
| 6. | Adam Kuś                | Polska          | Lubelskie Perła Polski          | + 0"       |
| 7. | Balázs Rózsa            | Węgry           | Epronex-Hungary Cycling Team    | + 3"       |
| 8. | Stian Rosenlund Richter | Dania           | Airtox-Carl Ras                 | + 2' 36"   |
| 9. | Bartosz Rudyk           | Polska          | ATT Investments                 | + 2' 36"   |
| 10. | Norbert Banaszek        | Polska          | Mazowsze Serce Polski           | + 2' 36"   |